# حقوق زبانی
حقوق زبانی (به انگلیسی: Linguistic rights) یا حقوق زبان‌ها (به انگلیسی: language rights) یا حقوق زبانی بشر (به انگلیسی: linguistic human rights) به آن دست از حقوق مدنی اشاره می‌دارد که شرایط گزینش و بهره آزادانه از هر زبانی را برای فرد یا افراد در مجامع خصوصی یا عمومی فراهم می‌آورد. حقوق زبانی خود تحت چارچوب گسترده‌تر حقوق فرهنگی و آموزشی بیان می‌گردد.